# Al-Oruba Sports Club
L'Al-Oruba Sports Club (in arabo نادي العروبة الرياضي), conosciuto anche come Al-Oruba, è una società polisportiva omanita di Sur, fondata nel 1970.
Comprende sezioni di calcio, hockey, pallavolo, pallamano, basketball, badminton e squash. Inizialmente era una squadra kuwaitiana fondata nel 1956 col nome di Al-Ahli. In seguito, nel 1970, la squadra fu sciolta e rifondata in Oman con l'attuale denominazione.
La squadra di calcio dell'Al-Oruba milita in Prima Divisione, la seconda serie del campionato omanita di calcio.

## Organico

### Rosa 2014-2015
| N. |                 | Ruolo | Calciatore                  |
| -- | --------------- | ----- | --------------------------- |
| 1  | Oman (bandiera) | P     | Jarah Al-Tarshi             |
| 2  | Oman (bandiera) | D     | Abdullah Saleh Al-Mukhaini  |
| 3  | Oman (bandiera) | D     | Mazin Al-Alawi              |
| 4  | Oman (bandiera) | D     | Mohammed Al-Mukhaini        |
| 5  | Oman (bandiera) | D     | Nasser Al-Shimli            |
| 6  | Oman (bandiera) | D     | Hassan Mudhafar Al-Gheilani |
| 7  | Oman (bandiera) | C     | Aiman Al-Rahbi              |
| 8  | Oman (bandiera) | C     | Abdul Majeed Al-Hadi        |
| 10 | Oman (bandiera) | C     | Younis Mubarak Al-Mahaijri  |
| 11 | Oman (bandiera) | D     | Saad Al-Mukhaini            |
| 12 | Oman (bandiera) | C     | Ahmed Mubarak Al-Mahaijri   |
| 14 | Oman (bandiera) | C     | Ahmed Mishaal Al-Mushrafi   |
| 19 | Oman (bandiera) | A     | Azwar Al-Hasani             |
| 20 | Oman (bandiera) | P     | Ahmed Al-Qulhati            |
| 22 | Oman (bandiera) | P     | Riyadh Al-Alawi             |
| 23 | Oman (bandiera) | D     | Saad Al-Araimi              |

| N. |                      | Ruolo | Calciatore                |
| -- | -------------------- | ----- | ------------------------- |
| 24 | Oman (bandiera)      | D     | Ahmed Al-Mukhaini         |
| 25 | Oman (bandiera)      | D     | Ibrahim Al-Mukhaini       |
| 27 | Oman (bandiera)      | C     | Eid Al-Farsi              |
| 28 | Oman (bandiera)      | D     | Rashid Juma Al-Farsi      |
| 30 | Spagna (bandiera)    | A     | Ángel Carrascosa Muñoz    |
| 35 | Oman (bandiera)      | A     | Abdullah Abdul-Hadi       |
| 44 | Oman (bandiera)      | D     | Faiz Al-Mukhaini          |
| 46 | Oman (bandiera)      | A     | Majid Al-Mukhaini         |
| 54 | Oman (bandiera)      | D     | Yasser Al-Mukhaini        |
| 66 | Timor Est (bandiera) | A     | Pedro Henrique Oliveira   |
| 69 | Oman (bandiera)      | D     | Yousuf Al-Mukhaini        |
| 72 | Oman (bandiera)      | P     | Ibrahim Saleh Al-Mukhaini |
| 84 | Brasile (bandiera)   | C     | Guilherme Morano          |
| 85 | Nigeria (bandiera)   | D     | Hammed Adesope            |
| 87 | Oman (bandiera)      | C     | Ibrahim Al-Zadjali        |

## Palmarès

### Competizioni nazionali
- Campionato omanita: 4

1999-2000, 2001-2002, 2007-2008, 2014-2015
- Coppa del Sultano Qabus: 4

1993, 2001, 2010, 2014-2015
- Supercoppa d'Oman: 4

2000, 2002, 2008, 2011